# چبیسواوکی
چبیسواوکی (به لاتین: Trzebisławki) یک سکونتگاه مسکونی در لهستان است که در Gmina Środa Wielkopolska واقع شده‌است.

## خصوصیات
چبیسواوکی ۸۰ متر بالاتر از سطح دریا واقع شده‌است.